# Internationella astronomiåret
År 2009 utsågs till Internationella astronomiåret av Förenta nationernas (FN) 62:a generalförsamling (den 20 december 2007). Året hade proklamerats av IAU och stöddes av Unesco, European Southern Observatory (ESO) och flera andra internationella och nationella astronomiorganisationer.
År 2009 var det 400 år sedan Galilei riktade sitt teleskop mot himlen första gången. Samma år (1609) publicerade Johannes Kepler sitt verk Astronomia Nova. Syftet med Astronomiåret var därmed att stimulera intresset för astronomi och vetenskap i allmänhet över världen, särskilt bland unga. Aktiviteter under året planerades lokalt, regionalt och nationellt. Detta innebar samarbeten mellan professionella och amatörastronomer, vetenskapscentra och vetenskapsjournalister.

## Astronomiåret i Sverige
Information om Astronomiåret i Sverige fanns under året på den nationella hemsidan www.astronomi2009.se.
Bengt Gustafsson vid Uppsala universitet hade utsetts av Svenska nationalkommittén för astronomi att tillsammans med en referensgrupp och lokala kontaktpersoner samordna de nationella insatserna under året.
Det mesta av den verksamhet som ägde rum inom det Internationella året skedde lokalt, med deltagande astronomer, både proffs och amatörer, och andra astronomiintresserade som främsta aktörer.
Posten uppmärksammade det hela genom att den 29 januari ge ut två 12 SEK temafrimärken med astronomiskt motiv och en bild på ett ballongburet instrument, PoGOLite för gammaastronomi.

### Några av de svenska aktörerna
- Svenska astronomiska sällskapet
- Populär Astronomi
- Svensk amatörastronomisk förening
- Stockholms amatörastronomer
- Astronomiska sällskapet Tycho Brahe
- Mariestads astronomiska klubb
- Uppsala amatörastronomer
- Lunds observatorium
- Onsala rymdobservatorium
- Uppsala astronomiska observatoriet
- Stockholms observatorium
- Institutet för solfysik, Stockholm
- Nordita, Stockholm
- Observatoriemuseet, Stockholm
- Mittuniversitetet, Härnösand
- Umeå universitet
- Luleå tekniska universitet
- Institutet för rymdfysik i Kiruna och Uppsala
- Framtidsmuseet
- Teknikens hus
- Rymdgymnasiet
- Swedish Space Corporation, Esrange
- Rymdstyrelsen